# Жоффруа де Виллардуэн

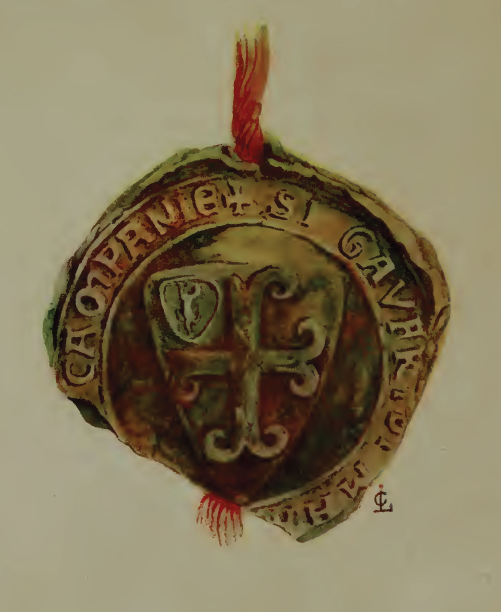
Печать Жоффруа де Виллардуэна, маршала Шампани

Жоффруа де Виллардуэн (фр. Geoffroi de Villehardouin) (около 1148 или 1150 — 1212, 1213 или 1218) — крупный французский феодал, сеньор де Виллардуэн с 1145/1170, сеньор Вилли, сеньор Лезинна, маршал Шампани (1185—1202), маршал Романии с 1204 года, один из руководителей Четвёртого крестового похода, автор хроники «Завоевание Константинополя».

## Биография

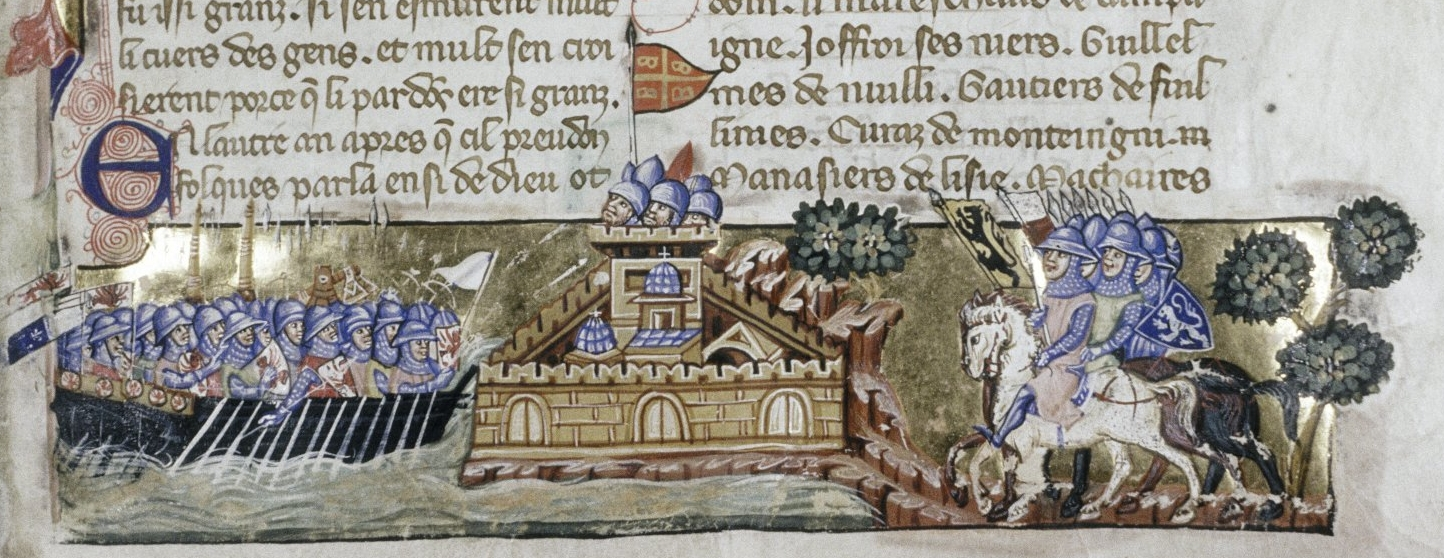
Миниатюра рукописи «Завоевания Константинополя» Виллардуэна из Бодлеанской библиотеки Оксфордского университета, XIV в.

Жоффруа был пятым из шести сыновей Вилэна де Виллардуэна, умершего в период между 1145 и 1170 годами (даты определяются по выданной им дарственной грамоте и другому акту), и Дамерун (примерно 1120 — после 1183). Его собственная дата рождения точно не установлена, называют 1148-й, 1150-й и даже 1155 год. Замок Виллардуэн, унаследованный им, находился на границе между сухой, скалистой, известняковой и сырой, дождливой части Шампани. По сеньории Виллардуэн он являлся вассалом графов де Бриенн. Помимо фамильного замка и его окрестностей, унаследовал ряд поместий, в том числе и сеньорию Вилли, располагавшейся в трех лье к югу от Труа. Как сеньор Вилли, был прямым вассалом графов Шампани. В результате своего второго брака стал также сеньором Лезинна (в бургундском графстве Тоннер).

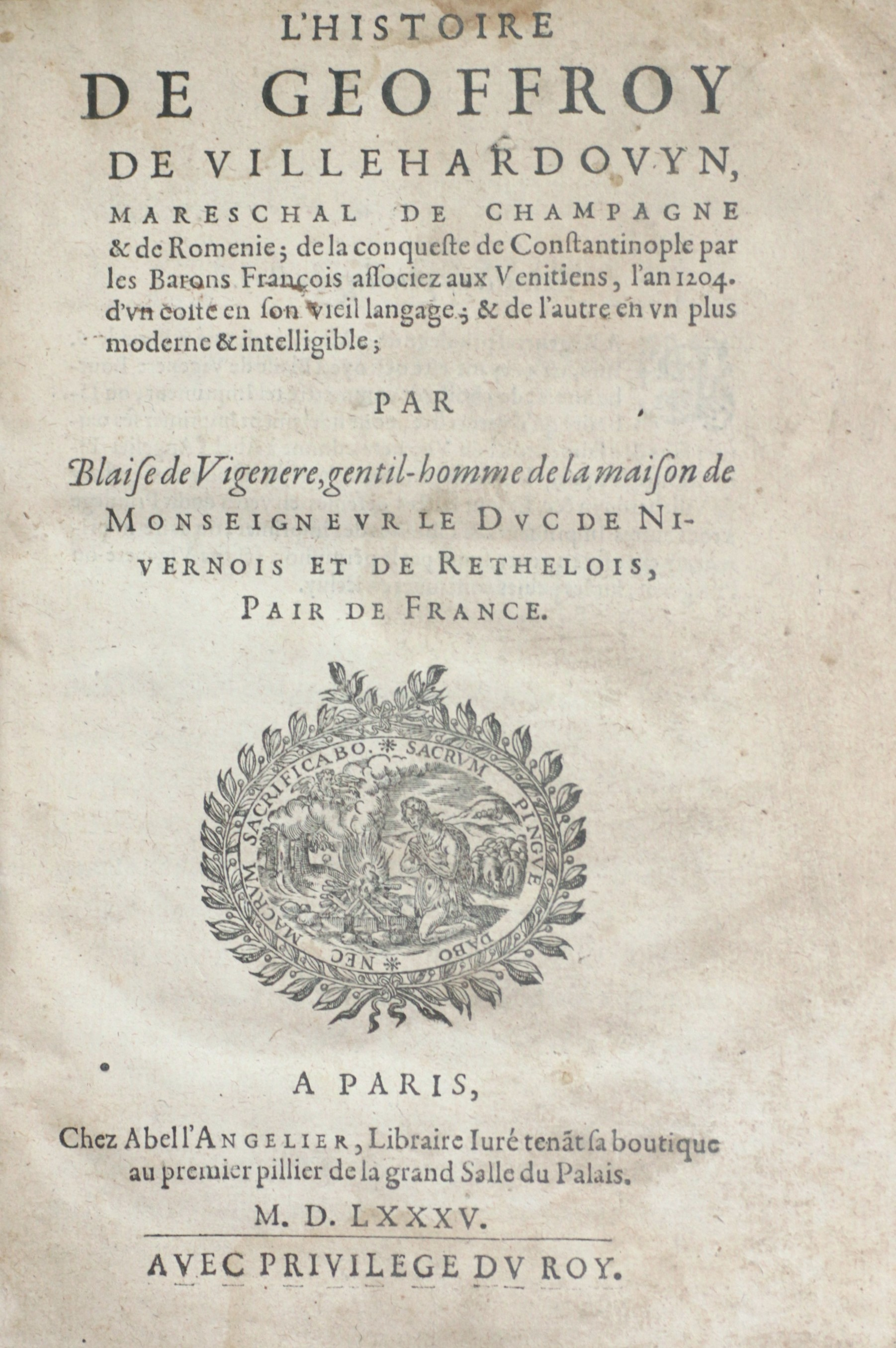
Второе парижское издание «Завоевания Константинополя» Виллардуэна, 1585 г.

В 1172 году был возведён в рыцари, будучи вассалом графа Шампани в шателении Труа. В 1185 году Мария, регентша при малолетнем графе Генрихе II, назначила его маршалом Шампани. После достижения Генрихом II совершеннолетия, сохранил свою должность, а в 1190 году последовал за Генрихом II в Третий крестовый поход, приняв участие в осаде Акры. 24 ноября того же года, выехав из лагеря вместе с другими рыцарями, подвергся нападению отряда мусульман и попал в плен. На родину вернулся только в 1194 году.
В Шампани опять вошёл в состав совета графини Марии, которая опять исполняла обязанности регента (Генрих II Шампанский остался в Палестине, где он в 1192 году стал королём Иерусалимского королевства). Сохранил свой пост и при правлении графа Тибо III, и 28 ноября 1199 года на турнире в замке Экри-сюр-Эн «взял крест» вместе с ним.
Во время Четвёртого крестового похода играл заметную роль. Именно он по поручению Тибо III, выбранного руководителем похода, вёл переговоры с Венецией о перевозке войск через море. После смерти в 1201 году Тибо III способствовал выбору руководителем крестоносцев Бонифация Монферратского. Являлся одним из предводителей крестоносцев, которые в начале 1203 года вошли в сговор в захваченном Задаре с византийским царевичем Алексеем. Во время штурма Константинополя 17 июля 1203 года командовал одним из семи отрядов, на которые предварительно разделилось войско Балдуина Фландрского, а на следующий день стал одним их четырёх послов, направленных во Влахернский дворец для переговоров с императором Исааком II Ангелом.
После завоевания Константинополя крестоносцами в апреле 1204 года и избрания в мае Балдуина I императором Латинской империи, на него была возложена обязанность охраны Константинополя в отсутствие главного войска. Также выполнял различные дипломатические поручения, пользуясь при этом большим авторитетом. Осенью того же года Жоффруа получил фьеф около устья реки Эврос (Марицы) в районе Макри, Траянополя и Виры. В конце того же года получил в империи титул маршала, после чего стал именовать себя «маршал Романии и Шампани», став одним из главных сановников императорского двора.
После смерти Матье де Монморанси стал командиром боевого подразделения крестоносцев из Шампани. Весной 1205 года участвовал в походе императора Балдуина в Болгарию, во время которого крестоносцы были наголову разбиты под Адрианополем, а сам император попал в плен. Сумел собрать после этого остатки войска и вывести их в Родосто, где соединился с армией брата Балдуина, Анри д’Эно. Позже играл заметную роль в борьбе крестоносцев против болгар. В 1207 году получил от императора фьеф в Мессинополе, неподалёку от Абдер во Фессалии, где незадолго до этого произошло сражение крестоносцев с болгарами.
Последнее упоминание о нём относится к 11 декабря 1212 года. Он умер в период между 1212 и 1218 годами, вероятнее всего, в Мессинополе. В хартии, датированной январём 1213 года, его сын Эрар уже называет себя «сеньором де Виллардуэн». Это позволяет некоторым исследователям считать наиболее вероятным годом смерти Жоффруа 1212-й, хотя теоретически он сам мог передать титул сыну, удалившись в свои южные владения на покой. Известно, что именно в июне 1218 года Эрар подписал две хартии, которыми подтвердил дарения своего отца женскому аббатству Пресвятой Девы в Труа, следовательно последний мог умереть незадолго до этой даты.

## «Завоевание Константинополя»
Свой отчёт очевидца о Четвёртом крестовом походе и захвате Константинополя Жоффруа составил около 1209 года, вероятно, в Мессинополе, надиктовав его своему писцу. По мнению советского историка-медиевиста М. А. Заборова, начиная с 1201 года он также мог вести в походах краткие дневниковые записи, послужившие ещё одним источником для его сочинения. При этом не установлено, владел ли сам Виллардуэн грамотой, что не исключает, однако, возможности составления подобного дневника кем-нибудь из его ближайшего окружения.
История Виллардуэна, называвшаяся многими «героической поэмой в прозе», стала первой попыткой прозаического сочинения на старофранцузском языке, послужив образцом для целого ряда французских исторических хроник, а также одним из первых в жанре исторических мемуаров. Она начинается с проповеди крестового похода Фулька из Нейи (1198), а заканчивается внезапной смертью Бонифация Монферратского (1207). Позднейшими переписчиками было добавлено продолжение под именем Анри де Валансьена, в котором рассказывается о событиях правления императора Генриха.
Сочинение Виллардуэна содержит немало ценной информации относительно численности, состава, вооружения, военной тактики, бытового и технического оснащения крестоносной армии, включая устройство кораблей, брандеров и осадных машин, её продовольственного обеспечения и финансовых затрат. В частности, в нём приводится подробный список рыцарей и знатных феодалов, последовавших в 1202 году за Тибо Шампанским и Людовиком де Блуа, а также выдержки из договора с Венецией о найме её судов для транспортных перевозок. Неподдельный интерес вызывают описания, сделанные Виллардуэном в качестве очевидца, например, рассказ о казни Алексея Дуки Марзуфла, сброшенного с колонны Феодосия на Форуме Быка.
Благодаря своим литературным качествам, а также точности в фактах, ясности в изложении и очевидной сдержанности в оценках, исторический труд Виллардуэна передаёт ценные наблюдения о менталитете европейских рыцарей, отправившихся на Восток, а также впечатления, произведенные на них великолепием византийской цивилизации. Свидетельств Виллардуэна, как известного полководца и знатного феодала, однако, явно недостаточно, чтобы составить объективное представление об осаде Константинополя, так как в угоду политическим соображениям он неизбежно опускает ряд фактов, особенно касающихся тайных переговоров и дипломатии, а также насилий, творившихся над христианским населением византийской столицы. Его взгляд на войну отражает точку зрения графов и баронов, но не простых рыцарей, поэтому его сведения необходимо дополнять свидетельствами его менее знатного современника и соратника Робера де Клари. Несмотря на общий сугубо мирской контекст мемуаров Виллардуэна, историко-философские взгляды его не выходят за рамки средневекового провиденциализма: «события, — бесстрастно замечает он, — ведь следуют так, как это угодно богу».

### Рукописи и издания
Оригинал «Завоевания Константинополя» Виллардуэна, скорее всего, надиктованного, не сохранился. Сегодня известно не менее семи его рукописей, переписанных между серединой XIII-го и серединой XV века, две из которых, из Бодлианской библиотеки Оксфордского университета (MS Laud misc. 587) и Национальной библиотеки Франции (MS fr. 4972), иллюминированы. Все они хранятся в собраниях Национальной библиотеки Франции, кроме одной, датированной 1330-ми годами и находящейся в коллекции Бодлианской библиотеки Оксфордского университета.
Впервые «Завоевание Константинополя» было напечатано в 1584 году в Париже Абелем Л’Анжелье, в старофранцузском оригинале и переводе Блеза да Виженера, и в следующем году там же выпущено снова. В 1601 году его издал в Лионе Гийом Ровилль, а в 1643 году в Турне учёный иезуит Пьер д’Отреман. В 1657 году его опубликовал в Париже в сборнике «Histoire de l’empire de Constantinople sous les empereurs francois» известный историк-энциклопедист Шарль Дюканж, допустивший ряд неточностей и лакун, однако в 1729 году издание его вновь вышло в Венеции. Более полная публикация увидела свет в Париже в 1838 году в сборнике, подготовленном для «Французского исторического общества» литературоведом Парисом Поленом. В 1872 году сочинение Виллардуэна было там же переиздано вместе с продолжением Анри де Валансьена историком-архивистом Наталисом де Вайи, а в 1891 году — с переводом и научными комментариями историком Эмили Буше. Двухтомная академическая публикация подготовлена была в 1938—1939 годах историком-медиевистом Эдмоном Фералем для серии «Классиков истории французского средневековья».
Первый полный русский литературно-художественный перевод хроники, выполненный О. В. Смолицкой и А. В. Париным, вышел в 1984 году в сборнике издательства «Наука», включившем также наиболее известные образцы поэзии труверов. Примерно тогда же, ещё при своей жизни, вышеназванный отечественный специалист по истории крестовых походов М. А. Заборов (1920—1987) подготовил к изданию более точный перевод сочинения Виллардуэна, который, однако, увидел свет лишь в 1993 году.

### Цитата
Виллардуэн о взятии Константинополя:

Огонь начал распространяться по городу. который вскоре ярко запылал и горел всю ночь и весь следующий день до самого вечера. В Константинополе это был уже третий пожар с тех пор, как франки и венецианцы пришли на эту землю, и в городе сгорело больше домов, чем можно насчитать в любом из трёх самых больших городов Французского королевства.
Остальная армия, рассыпавшись по городу, набрала множество добычи, — так много, что поистине никто не смог бы определить её количество или ценность. Там были золото и серебро, столовая утварь и драгоценные камни, атлас и шёлк, одежда на беличьем и горностаевом меху и вообще всё самое лучшее, что только можно отыскать на земле. Жоффруа де Виллардуэн подтверждает этими словами. что, насколько ему известно, такой обильной добычи не брали ни в одном городе со времён сотворения мира.

### Семья и дети
1-я жена: до 1172 года N де Виллемур, дочь Дрю де Виллемур и Герсенды. Дети:
- Мария (ум. после 1215); муж: до 1205 года с Анселин де Мери-ле-Саси (ум. 1225), сеньор де Бесси
- Эрар I (ум. 1 июля 1224), сеньор Лезинна, Виллардуэна, Вилли и Аскенсье, маршал Шампани в 1222
- Алиса (ум. 29 октября 1249), аббатиса монастыря Нотр-Дам-о-Ноннэ в Труа в 1232 году.

2-я жена: до 1189 года Шейн де Лезинн (ум. после 1219), дочь и наследница Гильома де Лезинн и Дамерун д’Aркис-сюр-Кур. Дети:
- Жоффруа (ум. дo 1219); жена: Ода (ум. после 1217)
- Дамерун (ум. после 1220), монахиня в Фуасси.

Его племянник Жоффруа I де Виллардуэн (1167—1229) стал в 1209 году князем Ахейским.

## Публикации на русском языке
- Жоффруа де Виллардуэн. Взятие Константинополя; Песни труверов / Ответ. ред. А. Д. Михайлов; пер. со старофранц. О. В. Смолицкой, А. В. Парина. — М. : Наука (ГРВЛ), 1984. — 320 с. — 15 000 экз.
- Жоффруа де Виллардуэн. Завоевание Константинополя / Пер., ст. и комм. М. А. Заборова; ответ. ред. Ю. Л. Бессмертный. — М. : Наука, 1993. — 298 с. — (Памятники исторической мысли). — 8000 экз. — ISBN 5-02-008959-1. Переизд.: М.: Эксмо, 2022. — 480 с. — (Эпоха Средневековья). — ISBN 978-5-04-163377-6.